# سوینارسکی دول
سوینارسکی دول (به بلغاری: Svinarski dol) یک منطقهٔ مسکونی در بلغارستان است که در شهرستان گابروو واقع شده‌است.